# Іст-Гем
Іст-Гем - район лондонського боро Ньюгем, Англія, 12,8 км на схід від Чарінґ-крос . Іст-Гем визначений у Лондонському плані як головний центр. Населення - 76 186.

## Історія

### Топонімія
Поселення в районі з назвою Гем вперше зафіксовано як Hamme в англосаксонській хартії 958 р., А потім у Книзі Судного дня 1086 р. як Hame. Він утворений з давньоанглійського "гемм" і означає "суху ділянку землі між річками або болотистою місцевістю", посилаючись на місце розташування поселення в межах, утворених річками Лея, Темза та Родінґ і їхніми заболоченими долинами.

### Економічний розвиток
У 1859 р. Відкрився залізничний вокзал Іст-Гем, і хоча в 1863 р. район все ще описували як "розсіяне поселення", наявність транспорту призвело до посилення урбанізації, особливо з 1890 р.  Електричні служби районної залізниці вперше обслуговували Іст-Гем у 1908 р. 

### Місцевий уряд
У 1894 році Іст-Гем сформував міський округ Іст-Гем в Ессексі і був зареєстрований як район 10 серпня 1903 року. Внаслідок тиску населення Іст-Гем домагався і отримав статус округу 1 квітня 1915 р. І залишався таким до 1965 р., Коли він був скасований, а графство Вест-Гем об'єдналося з колишньою територією, утворивши Лондонське місто Ньюгем.
Основні офіси Ради Ньюгема знаходились на стику Баркінг-Роуд і Гай-стріт-Південь у колишній ратуші Іст-Гема - едвардіанській споруді спроектованій А.Г.Кемпбеллом, Г.Чірзом та Дж. Смітом. Побудований між 1901 і 1903 роками, Пасмор-Едвардс відкрив ратушу 5 лютого 1903 року  Більшість департаментів ради переїхали до Ньюгема  в 2010 році 

## Управління

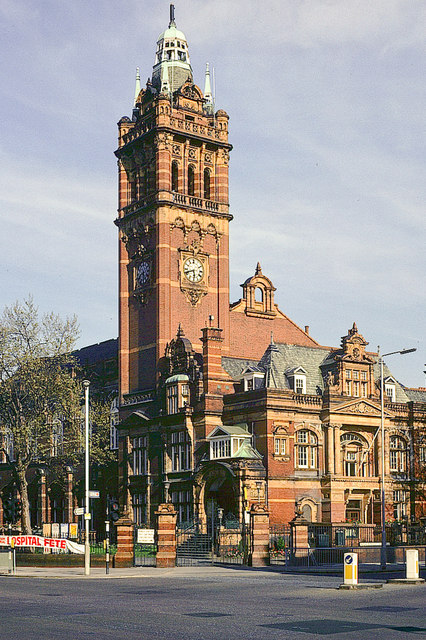
Колишня ратуша Іст-Гема, нині штаб-квартира лондонського району Ньюгем

Іст-Гем - це також назва парламентського округу Палати громад Іст-Гем, який охоплює Іст-Гем та прилеглі райони. Нинішній член парламенту - Стівен Тіммс .